# Liste des œuvres d'art des transports ferroviaires en Île-de-France
Cette liste des œuvres d'art des transports ferroviaires en Île-de-France recense celles présentes à l'intérieur des stations du métro de Paris et des gares du Réseau express régional d'Île-de-France (RER) et du Transilien, ou à leur proximité immédiate. Elle recense aussi les installations à proximité des stations du tramway.

## Liste

### Grandes lignes
| Gare              | Titre                         | Auteur                 | Situation                 | Date | Notes                  | Image |
| ----------------- | ----------------------------- | ---------------------- | ------------------------- | ---- | ---------------------- | ----- |
| Gare d'Austerlitz | L'Apporteur de l’espoir       | Denis Monfleur         | Parvis                    | 2017 | Sculpture              |       |
| Gare d'Austerlitz | Le Matin, le Soir             | Valerio Adami          | Hall des départs          | 1987 | Peinture murale        |       |
| Gare de l'Est     | Le Départ des poilus          | Albert Herter          | Hall des départs          | 1926 | Tableau                |       |
| Gare de Lyon      | Grande Fresque                | Jean-Baptiste Olive    |                           | 1900 | Peinture murale        |       |
| Gare de Lyon      | Monument aux morts du PLM     | Louis Bonnier          | Salle des Pas-Perdus      | 1925 |                        |       |
| Gare Montparnasse | La Grande Voile               | Pierre Manoli          | Grand hall                | 1991 | Sculpture              |       |
| Gare Montparnasse | Sans titre                    | Jean-Pierre Potier     | Espace d'attente Pasteur  | 1993 | Peinture murale        |       |
| Gare Montparnasse | Sans titre                    | Victor Vasarely        | Grand hall                | 1971 | Deux peintures murales |       |
| Gare du Nord      | Europa operanda               | Ludmila Tcherina       | Plateforme Eurostar       | 1995 | Sculpture              |       |
| Gare du Nord      | Maison fond                   | Leandro Erlich         | Parvis                    | 2015 | Installation           |       |
| Gare du Nord      | Le Monde en marche            | Fabien Chalon          | Hall                      | 2008 | Installation vidéo     |       |
| Gare Saint-Lazare | Consigne à vie                | Arman                  | Cour de Rome              | 1985 | Sculpture              |       |
| Gare Saint-Lazare | L'Heure de tous               | Arman                  | Cour du Havre             | 1985 | Sculpture              |       |
| Gare Saint-Lazare | Monument aux morts de la SNCF |                        |                           |      |                        |       |
| Gare Saint-Lazare | Plastics Bags                 | Pascale Marthine Tayou | Hall                      | 2012 | Installation           |       |
| Gare Saint-Lazare | Verrières peintes             | Charles Sarteur        | Hall et salle des départs | 1930 | Peinture sur verre     |       |

### Métro
| Station                          | Titre                                                                            | Auteur                                     | Situation                                                         | Date      | Notes                                                                                       | Image |
| -------------------------------- | -------------------------------------------------------------------------------- | ------------------------------------------ | ----------------------------------------------------------------- | --------- | ------------------------------------------------------------------------------------------- | ----- |
| Abbesses                         | Sans titre                                                                       | Œuvre collective                           | Escalier d'accès                                                  |           | Peinture murale ; détruite                                                                  |       |
| Arts et Métiers                  | Sans titre                                                                       | François Schuiten                          | Quai de la ligne 11                                               |           | Habillage de la station                                                                     |       |
| Assemblée nationale              | Affiches                                                                         | Jean-Charles Blais                         | Quai de la ligne 12                                               | 1990-2003 | Œuvre éphémère, restée en place une dizaine d'années, inaugurée le 15 novembre 1990         |       |
| Assemblée nationale              | La Chambre double                                                                | Jean-Charles Blais                         |                                                                   | 2004-2014 | Œuvre éphémère et renouvelée tous les trimestres                                            |       |
| Bastille                         | Sans titre                                                                       | Liliane Bélembert et Odile Jacquot         | Quai de la ligne 1                                                | 1989      | Peinture murale                                                                             |       |
| Bibliothèque François-Mitterrand | L'Escalier des signes et des nombres                                             | Antoine Grumbach                           | Escalier du hall d'échange RER                                    | 1998      |                                                                                             |       |
| Bibliothèque François-Mitterrand | La Pluie de citations                                                            | Antoine Grumbach et Jean-Christophe Bailly | Quais, murs et hall d'échange                                     | 1998      |                                                                                             |       |
| Bir-Hakeim                       | Night and Day                                                                    | Judy Ledgerwood (en)                       | Extrémité des quais, au-dessus des voies                          | 2008      |                                                                                             |       |
| Bobigny - Pablo Picasso          | Sans titre                                                                       | Nino Maiello                               | Mosaïque                                                          |           | Au-dessus des quais                                                                         |       |
| Cadet                            | Lumière en éclats                                                                | Hervé Mathieu-Bachelot                     | Couloir d'accès                                                   | 1982      |                                                                                             |       |
| Cadet                            | Sans titre                                                                       |                                            | Quais de la ligne 7                                               |           | Décoration sur le thème du drapeau des États-Unis                                           |       |
| Champs-Élysées - Clemenceau      | Azulejo géométrique                                                              | Manuel Cargaleiro                          | Couloir de correspondance des lignes 1 et 13                      | 1995      | Faïence émaillée                                                                            |       |
| Château d'Eau                    | Sans titre                                                                       |                                            | Quais de la ligne 4                                               |           | Décoration sur le thème de la fontaine du Château d'eau                                     |       |
| Château Rouge                    | Célébrations                                                                     | Barthélémy Toguo                           |                                                                   | 2017      | Carreaux de grès peints                                                                     |       |
| Châtelet                         | Sans titre                                                                       | Hervé Mathieu-Bachelot                     |                                                                   |           | Peinture murale                                                                             |       |
| Châtelet                         | Obliques enrubannées                                                             | Hervé Mathieu-Bachelot                     | Couloirs de correspondance des lignes 7, 11 aux lignes 1, 4 et 14 | 1985      | Céramique peinte                                                                            |       |
| Chaussée d'Antin - La Fayette    | Sans titre                                                                       | Jean-Paul Chambas                          | Quai de la ligne 9                                                | 1991      | Peinture murale                                                                             |       |
| Chaussée d'Antin - La Fayette    | La Fayette et la Révolution américaine                                           | Hilton McConnico                           | Voûte du quai de la ligne 7                                       | 1989      | Peinture murale sur métal                                                                   |       |
| Cluny - La Sorbonne              | Ailes et Flammes                                                                 | Jean Bazaine                               | Voûte du quai de la ligne 10                                      | 1988      | Mosaïque                                                                                    |       |
| Cluny - La Sorbonne              | Sans titre                                                                       | Claude Maréchal                            | Tunnel de correspondance vers le RER                              | 1985-1988 | Mosaïque                                                                                    |       |
| Concorde                         | Déclaration des Droits de l'Homme et du Citoyen                                  | D'après Françoise Schein                   | Quai de la ligne 12                                               | 1991      | Peinture murale                                                                             |       |
| Corentin Cariou                  | De la verticale à l'oblique                                                      | Hervé Mathieu-Bachelot                     | Couloir d'accès                                                   | 1982      | Peinture murale                                                                             |       |
| Duroc                            | Les Jardins de Duroc                                                             | Sophie Pénicaud                            | Couloir de correspondance des lignes 10 et 13                     |           | Peinture murale                                                                             |       |
| Franklin D. Roosevelt            | Gemmaux                                                                          | Roger Malherbe-Navarre                     | Salle des billets                                                 | 1957      | 3 panneaux en gemmail reproduisant des œuvres de Pablo Picasso, Edgar Degas et Paul Cézanne |       |
| Grands Boulevards                | Cascades de temps                                                                | Hervé Mathieu-Bachelot                     | Couloir d'accès                                                   | 1985      | Peinture murale                                                                             |       |
| Jaurès                           | Sans titre                                                                       | Jacques-Antoine Ducatez                    | Quai de la ligne 2                                                | 1989      | Vitrail                                                                                     |       |
| Liège                            | Sans titre                                                                       | Marie Claire Van Vuchelen et Daniel Hicter | Voûte des quais de la ligne 13                                    | 1982      | 18 peintures murales de scènes de la région de Liège                                        |       |
| Louvre - Rivoli                  | Divers                                                                           | Divers                                     | Quais de la ligne 1                                               | 1968      | Moulages d'œuvres exposées au Louvre                                                        |       |
| Madeleine                        | La Prière                                                                        | Constantin Brâncuşi                        |                                                                   | 2001      | Copie de l'œuvre originale conservée à Bucarest ; donation Botarro                          |       |
| Madeleine                        | Ryaba la Poule                                                                   | Ivan Loubennikov                           |                                                                   | 2009      |                                                                                             |       |
| Madeleine                        | Tissignalisation n°14                                                            | Jacques Tissinier                          | Plafond du quai de la ligne 14                                    | 2003      | Également présent à Pyramides                                                               |       |
| Ourcq                            | Articulation                                                                     | Thierry Grave                              |                                                                   |           | Sculpture                                                                                   |       |
| Mairie de Saint-Ouen             | To Breathe                                                                       | Kimsooja                                   | Salle d'échange                                                   | 2021      | Installation lumineuse                                                                      |       |
| Palais-Royal - Musée du Louvre   | La Pensée et l'Âme huicholes                                                     | Santos de la Torre (en)                    | Quai et couloir de la ligne 1                                     |           | Peinture murale                                                                             |       |
| Palais-Royal - Musée du Louvre   | Le Kiosque des noctambules                                                       | Jean-Michel Othoniel                       | Accès sur la place Colette                                        | 2000      | Installation                                                                                |       |
| Parmentier                       | Parmentier                                                                       |                                            | Quai de la ligne 3                                                |           | Sculpture                                                                                   |       |
| Pigalle                          | Sans titre                                                                       | Hervé Mathieu-Bachelot                     | Couloir d'accès                                                   |           | Peinture murale                                                                             |       |
| Pont Cardinet                    | Sans titre                                                                       | Tobias Rehberger                           | Entrée de la station                                              | 2020      | Sculpture                                                                                   |       |
| Pont-Neuf                        | Reproductions de pièces de monnaie                                               | Cabinet Bruno Donzet                       | Voûte du quai de la ligne 7                                       |           | Bas-reliefs collés                                                                          |       |
| Porte de Clichy                  | Sans titre                                                                       | Julian Opie                                | Salle d'échange                                                   | 2021      | 4 peintures murales de 60 m de long sur 3 m de haut                                         |       |
| Porte des Lilas                  | Sans titre                                                                       |                                            | Quai de la ligne 11                                               |           | 2 peintures murales, représentant un lilas et Georges Brassens                              |       |
| Pyramides                        | P.I.L.I.                                                                         | Philippe Favier                            | Quai de la ligne 14                                               | 2000      | Installation lumineuse                                                                      |       |
| Pyramides                        | Tissignalisation n°14                                                            | Jacques Tissinier                          | Voûte du quai de la ligne 14                                      | 2003      | Installation ; également présente à la station Madeleine                                    |       |
| Richelieu - Drouot               | Monument aux agents du chemin de fer métropolitain de Paris morts pour la France | Carlo Sarrabezolles                        | Près d'un accès                                                   | 1931      |                                                                                             |       |
| Saint-Germain-des-Prés           | Les Messagers                                                                    | Gualtiero Busato                           |                                                                   | 1983      | Sculpture                                                                                   |       |
| Saint-Germain-des-Prés           | Gutenberg                                                                        | André Ropion                               |                                                                   | 1983      | Mosaïque                                                                                    |       |
| Saint-Lazare                     | La Voix lactée                                                                   | Geneviève Cadieux                          | Couloir entre les lignes 9 et 14                                  | 2011      | Mosaïque                                                                                    |       |
| Simplon                          | Sans titre                                                                       | Hervé Mathieu-Bachelot                     | Couloir d'accès                                                   |           | Peinture murale                                                                             |       |
| Temple                           | Couleur en masses                                                                | Hervé Mathieu-Bachelot                     | Couloir d'accès                                                   | 1982      | Peinture murale                                                                             |       |
| Varenne                          | Monument à Balzac                                                                | Auguste Rodin                              | Quai de la ligne 13                                               |           | Sculpture ; reproduction                                                                    |       |
| Varenne                          | Le Penseur                                                                       | Auguste Rodin                              | Quai de la ligne 13                                               |           | Sculpture ; reproduction                                                                    |       |

### RER
| Gare                  | Titre                         | Auteur                                                         | Situation                                    | Date | Notes                                                      | Image |
| --------------------- | ----------------------------- | -------------------------------------------------------------- | -------------------------------------------- | ---- | ---------------------------------------------------------- | ----- |
| Auber                 | La Danse                      |                                                                |                                              |      | Double mosaïque ; reproductions du tableau d'Henri Matisse |       |
| Avenue Foch           | La Station Foch à marée haute | Christophe Curien                                              |                                              |      | Peinture murale                                            |       |
| Cergy-le-Haut         | Ceux qui attendent            | Jean-Michel Alberola                                           | Quais                                        | 1994 | Bas-relief, peinture murale                                |       |
| Châtelet - Les Halles | Énergies                      | Pierre-Yves Trémois                                            | Salle des échanges de la gare, sortie Lescot | 1977 | Bas-relief                                                 |       |
| Châtelet - Les Halles | Point de rencontre,           | Ilio Signori                                                   | Salle des échanges                           | 1977 | Sculpture                                                  |       |
| La Défense            | Boréale                       | Maxime Adam-Tessier                                            | Extrémités du quai 1, direction Paris        | 1979 | Bas-relief                                                 |       |
| La Défense            | Bas-relief en cuivre          | Maurice Legendre                                               | Extrémités du quai 2, direction Paris        | 1979 | Bas-relief                                                 |       |
| La Défense            | Reflets                       | Michel Deverne                                                 | Au-dessus des escalators                     | 1970 | Bas-relief                                                 |       |
| La Défense            | Traits d'union                | Hervé Mathieu-Bachelot, André Mathieu-Bachelot et André Ropion | Extrémités des quais, direction banlieue     | 1979 | Vitraux                                                    |       |
| La Défense            | Volutes en gerbes             | Hervé Mathieu-Bachelot                                         | Zone d'échange                               | 1981 | Peinture murale                                            |       |

### Tramway

#### T3a
La mise en service du T3a donne lieu à l'installation de plusieurs œuvres d'art,,,.
| Station               | Titre                           | Auteur                      | Situation                                                                              | Date     | Notes                                                     | Image |
| --------------------- | ------------------------------- | --------------------------- | -------------------------------------------------------------------------------------- | -------- | --------------------------------------------------------- | ----- |
| Avenue de France      | Monochrome for Paris            | Nancy Rubins                | Esplanade Pierre-Vidal-Naquet                                                          | 2013     | Sculpture                                                 |       |
| Avenue de France      | Les Rochers dans le ciel        | Didier Marcel               | Place Farhat-Hached                                                                    | 2012     | Sculpture                                                 |       |
| Baron Le Roy          | Les Complots                    | Sylvie Auvray               | Boulevard Poniatowski                                                                  | 2012     | Peinture murale                                           |       |
| Cité Universitaire    | Murmures                        | Christian Boltanski         | Parc Montsouris                                                                        | 2006     | Œuvre sonore                                              |       |
| Maryse Bastié         | Les Lanternes                   |                             | Porte de Vitry, sous le pont de la Petite Ceinture                                     | 2012     | Installation                                              |       |
| Montempoivre          | Les Complots                    | Sylvie Auvray               | Boulevard Soult                                                                        | 2012     | Peinture murale                                           |       |
| Montsouris            | Tchaïkovski                     | Claude Lévêque              | Boulevard Jourdan / avenue David-Weill, bâtiments de l'aqueduc de la Vanne et du Loing | 2006     | Installation                                              |       |
| Pont du Garigliano    | Le Téléphone                    | Sophie Calle et Frank Gehry | Au milieu du pont du Garigliano                                                        | 2006     | Sculpture / installation sonore ; retirée le 12 mars 2012 |       |
| Porte de Charenton    | Jardin des diversités végétales | Michel Corajoud             | Avenue de la Porte-de-Charenton                                                        | 2012     | Arbres                                                    |       |
| Porte d'Italie        | Skate Park                      | Peter Kogler                | Square Robert-Bajac                                                                    | 2006     | Sculpture et skatepark                                    |       |
| Porte d'Ivry          | 1SQMH                           | Didier Faustino             | Rue Émile-Levassor / boulevard Masséna                                                 | 2006     | Sculpture                                                 |       |
| Porte de Vanves       | Incubate Lactate Perambulate    | Angela Bulloch              | 26 boulevard Brune                                                                     | 2006     |                                                           |       |
| Porte de Versailles   | From Boullée to Eternity        | Dan Graham                  | 73 boulevard Victor                                                                    | 2006     | Sculpture                                                 |       |
| Porte de Vincennes    | Call & Response                 | Langlands & Bell (en)       | Accès du métro                                                                         | 2012     | Œuvre lumineuse                                           |       |
| Poterne des Peupliers | Mirage (disparu)                | Bertrand Lavier             | Rue des Peupliers                                                                      | 2006 - ? | Sculpture                                                 |       |
| —                     | Les Fleurs des Maréchaux        | Patrick Corillon            | Toutes les stations                                                                    | 2006     | Impressions sur les vitres des abris                      |       |
| —                     | Les Voix du monde               | Rodolphe Burger             | À l'intérieur des rames                                                                | 2006     | Art sonore ; annonce des points d'arrêt                   |       |

#### T3b
La mise en service du T3b donne lieu à l'installation de plusieurs œuvres d'art.
| Station                | Titre                      | Auteur                          | Situation                                                                            | Date | Notes | Image |
| ---------------------- | -------------------------- | ------------------------------- | ------------------------------------------------------------------------------------ | ---- | --- | ----- |
| Butte du Chapeau-Rouge | 2551913                    | Bert Theis                      | Parc de la Butte-du-Chapeau-Rouge                                                    | 2012 | Bancs |       |
| Delphine Seyrig        | La Grille                  | Pascal Pinaud                   | Grilles du stade Jules-Ladoumègue                                                    | 2012 | |       |
| Porte d'Aubervilliers  | La Grande Fontaine         | Katinka Bock                    | Sortie du tunnel rue d'Aubervilliers                                                 | 2012 | Fontaine |       |
| Porte d'Aubervilliers  | Tu me fais tourner la tête | Pierre Ardouvin                 | Rue de la Chapelle                                                                   | 2012 | Sculptures |       |
| Porte de Bagnolet      | Twisted Lamppost Star      | Mark Handforth (en)             | Place de la Porte-de-Bagnolet                                                        | 2012 | Sculpture lumineuse |       |
| Porte de Montreuil     | Les Poings d'eau           | Pascale Marthine Tayou          | Rues Charles-et-Robert, Paganini, des Réglises, Saint-Blaise ; square de la Gascogne | 2012 | Ensemble de 5 fontaines |       |
| Porte de Pantin        | Les Fourmis                | Peter Kogler                    | Avenue Jean-Lolive, sous le pont du boulevard périphérique                           | 2012 | Installation lumineuse |       |
| Porte de Vincennes     | Call & Response            | Langlands & Bell (en)           | Accès du métro                                                                       | 2012 | Œuvre lumineuse |       |
| Porte de la Villette   | La Station                 | Anita Molinero                  |                                                                                      | 2012 | |       |
| Porte de Saint-Ouen    | From Paris with love,      | Bruno Peinado                   | À proximité de la station                                                            | 2018 | Éoliennes, signalétique et mobilier urbain |       |
| Porte de Clignancourt  | Cœur de Paris              | Joana Vasconcelos               |                                                                                      | 2019 | Œuvre tournant sur elle-même à une hauteur de 9 mètres, constituée de 3 800 azulejos peints à la main, et parcourue le soir venu d’une lumière pulsant sur le rythme cardiaque, |       |
| Porte Pouchet          | La rivière est une île,    | Pierre Malphettes               | En station                                                                           | 2018 | éléments naturels ou évoquant la nature |       |
| —                      | Choses lues                | Pierre Alferi et Olivier Cadiot |                                                                                      | 2012 | |       |
| —                      | Les Voix du monde          | Rodolphe Burger                 | À l'intérieur des rames                                                              | 2012 | Art sonore ; annonce des points d'arrêt |       |

### Transilien
| Gare                       | Titre             | Auteur             | Situation     | Date | Notes | Image |
| -------------------------- | ----------------- | ------------------ | ------------- | ---- | --- | ----- |
| Gare du Nord (surface)     | Quai 36           | Artistes multiples | Voie 36       | 2016 | Fresque, |       |
| Gare du Nord (souterraine) | The Logical Basis | Liam Gillick       | Voies 41 à 44 | 2015 | Installation de panneaux colorés comportant des équations formant la « base logique » des modèles de réchauffement climatique, mise en place à l'occasion de la COP 21. |       |